# Joaquim Morais Alves
Joaquim Morais Alves Com IH, GO IH, GO M, GC M (São Pedro (Vila Real), 25 de Novembro de 1923 - Macau, 27 de Março de 2003) foi um destacado membro da comunidade portuguesa de Macau. Ele nasceu em Vila Real e chegou a Macau aos 16 anos de idade. Desde então, fixou residência e radicou-se em Macau, onde ele desempenhou uma intensa e brilhante actividade cívica, política e profissional.
Sendo um dos colaboradores próximos de Stanley Ho, o Comendador Joaquim Morais Alves foi, até à data da sua morte, secretário-geral da Sociedade de Turismo e Diversões de Macau (STDM) e presidente da Mesa da Assembleia Geral da Sociedade de Jogos de Macau (SJM), que é uma subsidiária da STDM no sector dos casinos. No plano empresarial, ele foi também fundador da Companhia de Electricidade de Macau (CEM).
No plano cívico-político, ele foi presidente do Leal Senado de Macau, presidente da Comissão de Implementação da Língua Chinesa na Administração de Macau, membro do Conselho Judiciário de Macau, presidente da delegação de Macau da Cruz Vermelha Portuguesa e presidente do Comitê Olímpico de Macau. Ele foi também presidente da Associação Promotora da Instrução dos Macaenses, visto que ele era um grande amigo e próximo da comunidade mestiça macaense, ao ponto de muitas vezes se identificar como parte dela. Por isso, ele era vulgarmente chamado pelos seus conhecidos de "macaense de Trás-os-Montes", apesar de não ser um mestiço e euroasiático luso-descendente. Para além destes cargos, ele foi também deputado à Assembleia Legislativa de Macau em duas legislaturas distintas: em 1980-1984, eleito por sufrágio directo pela lista da Associação para a Defesa dos Interesses de Macau (ADIM), encabeçada por Carlos d'Assumpção; e em 1996-1999, nomeado pelo Governador de Macau.
Devido ao seu inestimável contributo para Macau, ele foi condecorado com o título Cidadão Emérito de Macau pelo Leal Senado. Portugal também condecorou-o com os seguintes títulos: Comendador da Ordem do Infante D. Henrique (1973), Grande Oficial da Ordem do Mérito (1995), Grande Oficial da Ordem do Infante D. Henrique (1999) e Grã-Cruz da Ordem do Mérito (2005). Esta última condecoração foi concedida a título póstumo pelo então Presidente da República Portuguesa Jorge Sampaio, em 2005, numa visita que ele fez a Macau. Justificando esta condecoração, Sampaio considerou que Joaquim Morais Alves «dedicou-se com total abnegação a servir o Estado e a causa Pública. De todos é conhecido pelo seu longo e exemplar percurso no ensino da língua portuguesa e incansável dedicação na preservação das tradições e identidade de Macau».
Casou em 1948 com Oláida da Encarnação Couto, natural de Macau, com quem teve 4 filhos: Joaquim Morais Alves Júnior, Carlos Alberto Couto Morais Alves, Vitor Manuel Couto Morais Alves e Marília Couto Morais Alves. Morreu aos 79 anos, vítima de doença cancerígena, no dia 27 de Março de 2003.